# Prezydent Skonfederowanych Stanów Ameryki

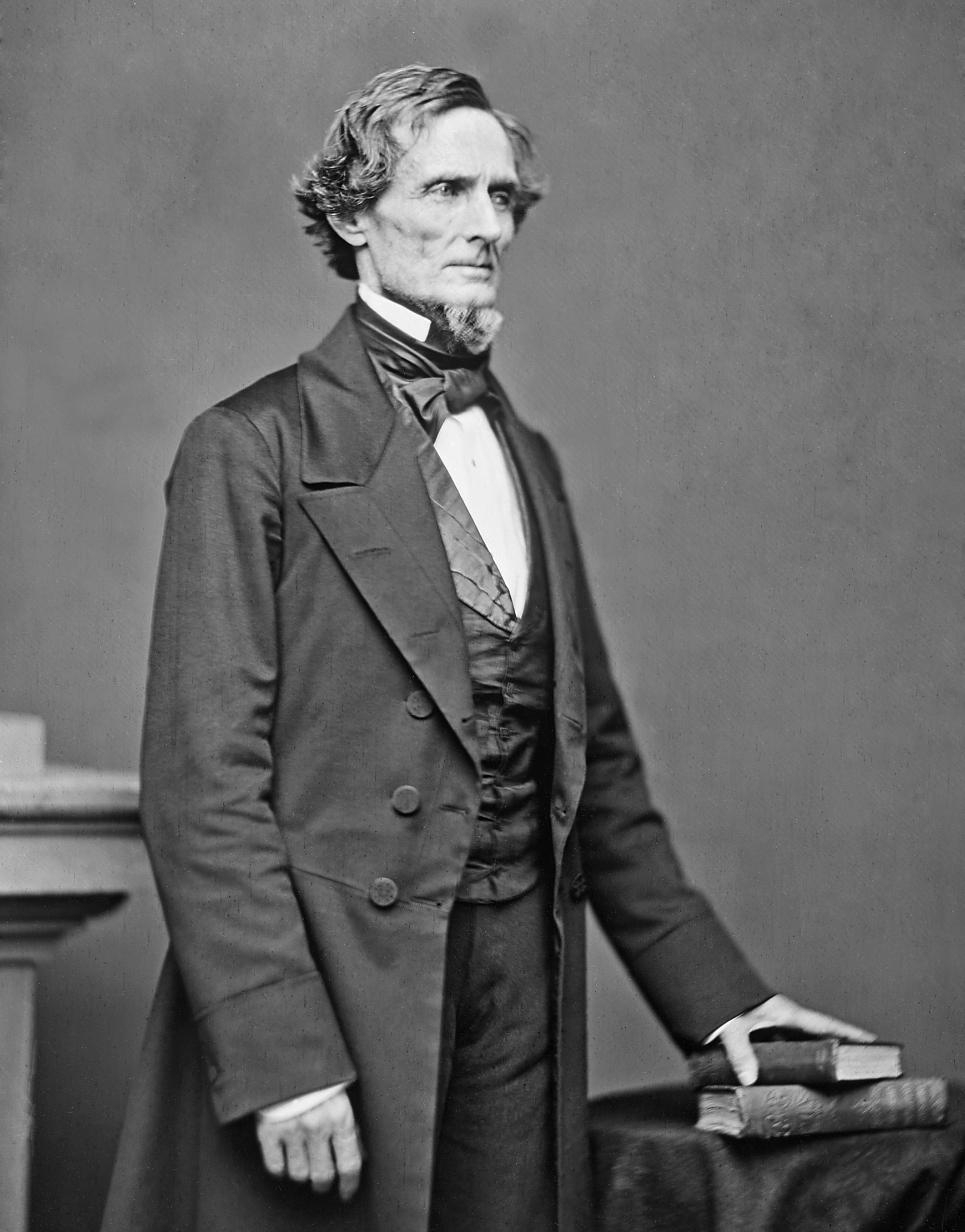
Jefferson Finis Davis - pierwszy i jedyny prezydent Skonfederowanych Stanów Ameryki

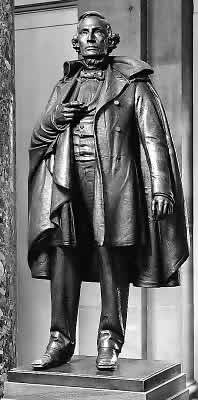
Statua Jeffersona Davisa

Prezydent Skonfederowanych Stanów Ameryki był najwyższym urzędnikiem krótko istniejącego (1861-1865) państwa, które powstało w wyniku secesji części stanów Stanów Zjednoczonych położonych na południu państwa.

## Urząd
.

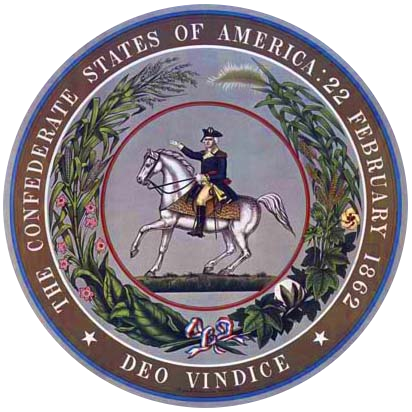
Pieczęć prezydencka

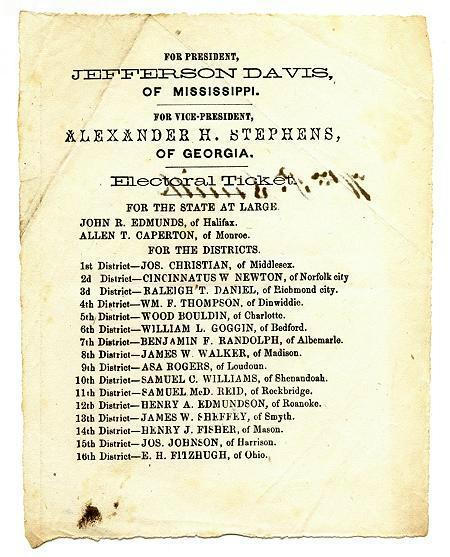
Karta do głosowania z Wirginii

Liczby podają to, ilu członków kolegium elektorów wybierały poszczególne stany Skonfederowanych Stanów Ameryki. We wszystkich wygrał Jefferson Davis

- Prezydentem Konfederacji nie mogła zostać osoba, która nie ukończyła 35 lat.
- W odróżnieniu od prezydenta Stanów Zjednoczonych wybierany był na okres lat sześciu (a nie czterech) i nie mógł być wybrany ponownie. Tu warto nadmienić to, że w Konstytucji Stanów Zjednoczonych ograniczenie liczby kadencji prezydenta wprowadzono dopiero dziewięćdziesiąt lat później, gdy weszła w życie 22. poprawka do Konstytucji Stanów Zjednoczonych.
- Wybierali go elektorzy w liczbie proporcjonalnej do liczby reprezentantów w Kongresie z danego stanu. Elektorzy byli wybierani w głosowaniu powszechnym.
- Prezydent był obierany wraz z wiceprezydentem, ale nie mogli być obaj obywatelami tego samego stanu.
- Podobnie jak prezydent Stanów Zjednoczonych był jednocześnie głową państwa i szefem rządu. Mógł zawierać umowy międzynarodowe i mianować członków gabinetu, ambasadorów, sędziów Sądu Najwyższego i innych urzędników za zgodą Senatu.
- Miał prawo weta wobec uchwał przyjmowanych przez Kongres i był naczelnym wodzem armii. Mógł też zostać postawiony w stan oskarżenia i usunięty z urzędu za zdradę, przekupstwo i inne przestępstwa[1].

## Prezydenci
Tylko jedna osoba zajmowała ten urząd. Był nią były sekretarz obrony Stanów Zjednoczonych Jefferson Finis Davis (18 lutego 1861 – 10 maja 1865). Przed jego oficjalnym wyborem na pełną kadencję nosił tytuł "tymczasowego prezydenta". 22 lutego 1862 roku, w urodziny George'a Washingtona odbyło się uroczyste zaprzysiężenie, co zostało upamiętnione na państwowej pieczęci.